# Vanderlei Cordeiro de Lima
Vanderlei Cordeiro de Lima ORB • CavMM (Cruzeiro do Oeste, 4 de julho de 1969) é um ex-maratonista brasileiro, bicampeão dos Jogos Pan-Americanos, medalha de bronze nos Jogos Olímpicos de Atenas 2004 e o único latino-americano outorgado com a Medalha Pierre de Coubertin, a maior condecoração de cunho humanitário-esportivo concedida pelo Comitê Olímpico Internacional (COI).
Depois de iniciar sua carreira internacional competindo nos Campeonatos Mundiais de Cross-country de 1989 e 1992, entre outros triunfos nacionais e internacionais também foi vencedor da Maratona de Tóquio, da Maratona de Hamburgo e bicampeão da Volta Internacional da Pampulha.

## Início
Vanderlei nasceu na cidade de Cruzeiro do Oeste, no interior do estado do Paraná, um entre sete filhos de humildes lavradores, um casal de retirantes nordestinos fugidos anos antes da seca do Nordeste para a lavoura do sul do país, Seu "Zé Pequeno" – como era conhecido seu pai, José Cordeiro de Lima – e Dona Aurora Maria da Conceição Lima,:18. Registrado pelo pai apenas em 11 de agosto daquele ano, mais de um mês após seu nascimento :20, cresceu em Tapira, no mesmo estado, para onde a família mudou-se em 1973, e seu sonho esportivo quando criança era tornar-se jogador de futebol, atuando como lateral-direito. Na infância e na adolescência – quando tinha o apelido de "Bodega" entre os amigos:23– ajudava a família como boia-fria, colhendo cana-de-açúcar na região. Cursou o ensino primário no Grupo Escolar São José, de onde voltava das aulas para casa correndo e comendo frutas dos pomares das vizinhanças, e o curso ginasial na Escola Estadual Castelo Branco, onde, aos 11 anos, apenas pelo prazer de correr que havia descoberto, corria várias vezes em volta da quadra de esportes durante o período do recreio.:27 Foi nesta escola que ganhou seu primeiro par de tênis, dado pelo diretor Francisco Perecin, o "Chicão", para que Vanderlei representasse o colégio numa prova do campeonato interescolar.:29 Aos 14 anos começou realmente no atletismo por incentivo de um professor de educação física local, vencendo sua primeira corrida numa prova no interior do estado.

## Carreira
Treinado a partir do início dos anos 90 pelo técnico Ricardo D’Angelo, que o acompanharia na carreira, começou na maratona por acidente. Em 1994, ele participou da Maratona de Reims, na França, contratado como "coelho" para correr apenas metade da prova, dando o ritmo para aqueles que a realmente a disputavam. Como se sentia bem na marca dos 21 km, quando devia abandoná-la, continuou correndo até o fim e acabou vencendo-a em 2:11:06.
Passando a dedicar-se à prova dos 42 km, no início de 1996 venceu a Maratona de Tóquio com a marca de 2:08.38, então recorde sul-americano, que o classificou para disputar os Jogos de Atlanta 1996. Nesta prova, onde teve problemas com seus tênis de corrida, ficou apenas em 47º lugar com o tempo de 2:21:01. No ano seguinte, ele teve seu primeiro contato com a cidade de Atenas ao disputar o Campeonato Mundial de Atletismo realizado na cidade, onde ficou em 23º lugar.
Em 1998, ele continuaria uma carreira de sucesso internacional, chegando em segundo lugar em Tóquio (2:08.31, quebrando seu próprio recorde sul-americano) e em quinto lugar na Maratona de Nova York, em 2:10.42. O ano de 1999 viu Vanderlei ganhar seu primeiro título num grande campeonato internacional, quando conquistou a medalha de ouro da maratona nos Jogos Pan-Americanos de 1999 em Winnipeg, no Canadá. No fim daquele ano estabeleceu-se novamente como melhor maratonista sul-americano com um terceiro lugar na prestigiosa Maratona de Fukuoka, no Japão, com mais uma marca abaixo de 2:09 – 2:08.41 –  quando perdeu para o futuro campeão olímpico de Sydney 2000, o etíope Gezahegne Abera.
Com estas marcas e conquistas, Vanderlei obteve o direito de disputar a prova em Sydney. Em seus segundos Jogos Olímpicos, porém, ele novamente não obteve um bom resultado, desta vez por causa da inflamação em um pé e uma contusão mal curada durante um treinamento anterior no México, que o fez parar e caminhar três vezes durante a prova, cruzando a linha de chegada, trotando, apenas em 75º lugar.
Durante o novo ciclo olímpico de quatro anos, ele teve duas grandes conquistas, a vitória na Maratona Internacional de São Paulo em 2002, quando fez a melhor marca de um brasileiro para a maratona no Brasil, 2:11.19, recorde ainda vigente em 2019, e a segunda medalha de ouro pan-americana, com a vitória na prova dos Jogos Pan-Americanos de 2003 em São Domingos, sob grande calor e umidade, onde foi física e mentalmente levado ao extremo.

### Atenas 2004
Depois de iniciar o ano de 2004 com uma vitória na Maratona de Hamburgo, na Alemanha, ele fez sua preparação para seus terceiros Jogos Olímpicos, junto com seu técnico de toda uma vida, Ricardo D'Angelo, treinando na altitude da cidade colombiana de Paipa, conhecida por suas águas termais e que se tornou um paraíso como local de treinamento para corredores de longa distância.  Em Atenas, sem poder estar com Vanderlei na largada e nos preparativos finais por não pertencer ao corpo de técnicos do Comitê Olímpico do Brasil (COB) levados aos Jogos, D'Angelo escreveu-lhe uma carta, lida por Vanderlei na Vila Olímpica antes de se dirigir à largada,:16 e cujo teor depois foi conhecido: "Lembre-se da forte subida no  quilômetro 30. Se você estiver se sentindo bem, arrisque, porque se não arriscar, você nunca vencerá. Minha confiança em você é imensa, então vamos lutar pelo objetivo com que sonhamos há tanto tempo. Não importa o que aconteça no fim, lembre-se que você sempre terá minha amizade e confiança, e também lembre-se que eu o admiro pela pessoa maravilhosa que você é. Então, boa sorte, e vamos tomar uma cerveja juntos depois da corrida." Vanderlei pensou muito nas palavras desta carta enquanto corria, especialmente quando notou que se sentia muito bem durante o difícil percurso e que o grande favorito, Paul Tergat, do Quênia, corria com dificuldades.

Neil Horan empurra Vanderlei de Lima para fora da pista em Atenas 2004, quando o brasileiro liderava a maratona.

A maratona olímpica de Atenas tinha entre seus competidores alguns dos maiores nomes da história desta prova, além de Tergat, então recordista mundial. Também participavam dela Erick Wainaina, bronze em Atlanta 1996 e prata em Sydney 2000 na mesma prova, o sul-coreano Lee Bong-Ju, prata em Atlanta 1996 e o campeão europeu Stefano Baldini, da Itália. Mesmo com esta concorrência, a partir de pouco antes da metade do percurso Vanderlei abriu do pelotão e correu sozinho, liderando a disputa por mais de uma hora e abrindo cada vez mais vantagem sobre os demais corredores.
Na altura do km 35, a pouco mais de sete quilômetros da chegada no estádio Panatenaico, quando ainda tinha cerca de 25 a 30s de diferença – cerca de 150 m – sobre os demais corredores e a medalha de ouro parecia eventualmente ganha, ele foi atacado no meio da rua por um espectador, o ex-padre irlandês Neil Horan, que o jogou fora da pista. Ajudado por um espectador grego, Polyvios Kossivas, a se desvencilhar do agressor, voltou à prova ainda na liderança, mantendo ainda a metade da vantagem que tinha. Entretanto, o inesperado e o susto da agressão sofrida tiraram a concentração do atleta que não conseguiu manter o mesmo ritmo em que corria, sendo ultrapassado nos quilômetros finais pelo italiano Baldini e pelo norte-americano Meb Keflezighi, mas mesmo assim conseguindo ficar com a medalha de bronze, apenas 15s na frente do quarto colocado, Jon Brown, da Grã-Bretanha.
Vanderlei, porém, aceitou seu destino com espírito esportivo e continuou até o fim, entrando no estádio olímpico sob a ovação da plateia, fazendo seu conhecido gesto de "aviãozinho" com os braços enquanto cruzava sorridente a linha de chegada. A Confederação Brasileira de Atletismo entrou com uma reclamação formal no Comitê Olímpico Internacional (COI) pedindo a medalha de ouro para o atleta, que em seu julgamento foi prejudicado por fatores externos quando estava em vias de conquistá-la, sendo que "soluções como esta já foram tomadas em eventos anteriores". O apelo foi rejeitado.
Após o incidente, transmitido para todo mundo pela televisão, Horan, um fanático desequilibrado que no ano anterior já havia invadido a pista de um prova de Fórmula 1 no circuito de Silverstone, na Inglaterra, foi deportado da Grécia e condenado a 1 ano de prisão, mas pagou uma multa de 3 mil euros para sair livre. Kossivas, o ex-basquetebolista grego que ajudou Vanderlei depois de ser jogado na calçada, foi homenageado pelo COB e recebido com honras no Brasil para uma homenagem da entidade ao corredor brasileiro.

### Medalha Pierre de Coubertin
Durante o encerramento dos Jogos, foi anunciado que por seu feito, seu espírito esportivo em continuar na disputa mesmo sendo atacado e a humildade demonstrada após a prova, Vanderlei seria agraciado com a Medalha Pierre de Coubertin, concedida pelo COI para atletas que valorizam a competição olímpica mais do que a vitória e que é considerada uma honra elevadíssima atribuída pela entidade. Ela lhe foi entregue no Rio de Janeiro, em 7 de dezembro de 2004, numa cerimônia oficial em sua homenagem com a presença de seu benfeitor grego, Polyvios Kossivas. Na mesma cerimônia, ele também foi escolhido como "Atleta Brasileiro do Ano de 2004".
Antes de Vanderlei, os últimos atletas a receberem a homenagem tinham sido o velejador canadense Lawrence Lemieux, que nos Jogos de Seul 1988 abandonou a disputa de sua prova na classe Finn para salvar outros competidores que haviam caído ao mar depois do barco deles ter capotado  e o jogador neozelandês de rugby Tana Umaga, do All Blacks, que, em 2003, durante uma partida-teste de rugby contra o País de Gales, em Cardiff, parou um ataque que conduzia de seu time contra o adversário galês para socorrer o capitão do time adversário, que havia caído desmaiado após um choque com um jogador do time de Umaga, impedindo que ele se sufocasse engolindo o protetor bucal, deixando de fazer o gol para sua equipe. Dois outros atletas a receberam postumamente, o checo Emil Zátopek e o alemão Luz Long.

### Homenagens

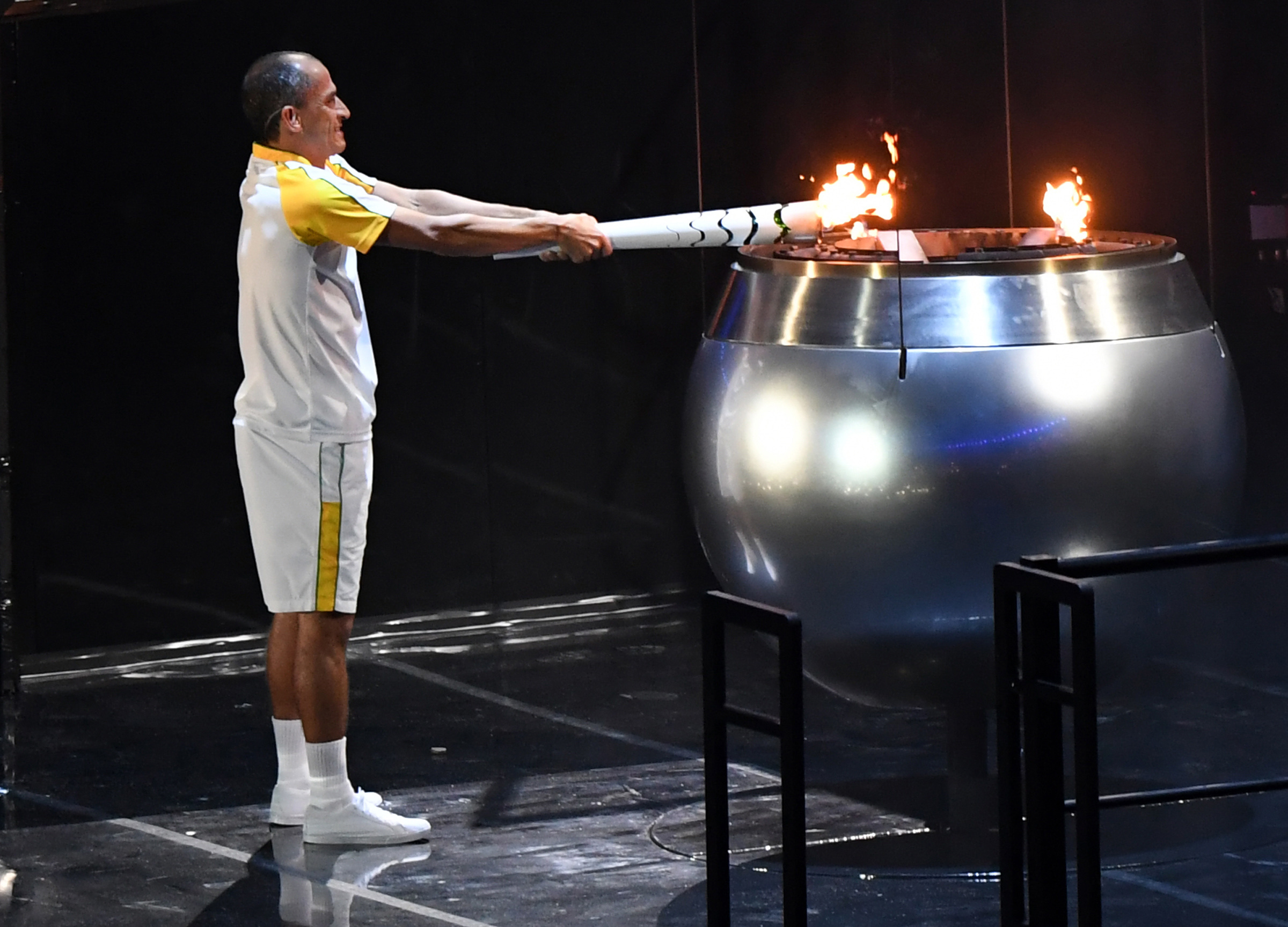
Vanderlei acende a Chama Olímpica durante a cerimônia de abertura da Rio 2016.

Entre as várias homenagens recebidas por Vanderlei após a conquista, inclusive na Europa, uma das mais tocantes aconteceu no Brasil, pouco dias depois de seu retorno. O jogador de voleibol de praia Emanuel, da dupla Ricardo e Emanuel, que conquistou a medalha de ouro da modalidade nos mesmos Jogos, ao se encontrar publicamente com o maratonista em um programa de televisão, retirou do pescoço e lhe deu sua própria medalha de ouro de presente. Vanderlei, com humildade, agradeceu o presente mas recusou emocionado, dizendo que "Não poderia ficar com a medalha do Emanuel. Estou feliz com a minha, que é de bronze mas vale ouro".
Em 2005, após a feita nos Jogos Olímpicos de Verão de 2004, Vanderlei foi recebido em duas ocasiões pelo presidente Luiz Inácio Lula da Silva, sendo admitido por ele à Ordem do Mérito Militar em março no grau de Cavaleiro especial e à Ordem de Rio Branco em agosto no grau de Oficial suplementar.
Em 2014 ele recebeu das mãos do bicampeão olímpico da vela, Torben Grael, o Troféu Adhemar Ferreira da Silva, a maior honraria concedida pelo Comitê Olímpico do Brasil ao atleta que carregue consigo os valores do esporte, da moral e da ética que caracterizaram o primeiro bicampeão olímpico brasileiro.
Por seu exemplo e por sua contribuição ao esporte brasileiro, Vanderlei foi o atleta escolhido para acender a Chama Olímpica durante a cerimônia de abertura das Jogos Olímpicos do Rio de Janeiro em 2016.

## Pós-Atenas
Vanderlei continuou a correr após os Jogos de Atenas mas seu rendimento, já então com 35 anos, não foi mais o mesmo. Participou da maratona no Campeonato Mundial de Atletismo de 2005, em  Helsinque, mas não conseguiu completar a prova. Em Amsterdã 2006 e Tóquio 2007, conseguiu ficar apenas entre os seis primeiros. O mesmo abandono do Mundial de 2005 ocorreu dois anos depois, quando disputou os Jogos Pan-Americanos de 2007, no Rio de Janeiro, e abandonou a corrida com problemas musculares. Encerrou a carreira de maratonista após disputar a Maratona de Paris, em abril de 2009.